# 莫伊德冰川
莫伊德冰川（英語：Moider Glacier），是南極洲的冰川，位於葛拉漢地的法利埃海岸，最終注入達格利什灣，由英國南極名稱諮詢委員會命名，現時由南極條約體系管理。